# Jonatan Wahlbärj
Jonatan Wahlbärj,  född 4 oktober 1892 i Pojo, Finland, död 19 mars 1979 i Stockholm, var en svensk socialdemokratisk kommunalpolitiker.
Wahlbärj, som var son till verkmästare Otto Wahlbärj och Maria Odén, var i yngre år anställd i firma John Fröberg i Finspång och innehade kommunala uppdrag i Risinge landskommun. Han blev annonsackvisitör på Social-Demokraten (sedermera Morgon-Tidningen) i Stockholm 1926, var annonschef 1940–1946 och var direktör för Östbergs Bageri AB på Kungsholmen (Fleminggatan 66) 1950–1970. Han var ledamot av Stockholms  stadsfullmäktige 1938–1950, av Stockholms stadskollegium 1940–1946, ordförande i fattigvårdsnämnden 1938–1949, i barnavårdsnämnden 1943–1949 och borgarråd för socialroteln 1946–1950.